# 1956 en Tunisie
Chronologie de la Tunisie
- 1952
- 1953
- 1954
- 1955
- 1956
- 1957
- 1958
- 1959
- 1960

Cet article présente les faits marquants de l'année 1956 en Tunisie ou relatifs à la Tunisie.

## Événements
- La polygamie est interdite[1].
- 20 mars : la Tunisie obtient son indépendance à la suite de l'abrogation du traité du Bardo et des conventions de La Marsa.
- 25 mars : une assemblée constituante est élue. Elle commence la rédaction de la nouvelle Constitution[2],[3]. Elle fait aussi office de parlement monocaméral.
- 8 avril : Habib Bourguiba est élu à la présidence de l'assemblée constituante lors de sa première séance.
- 11 avril : Habib Bourguiba, après consultation de ses équipiers, est nommé par décret beylical comme Premier ministre (président du Conseil) et cumule aussi les charges de ministre de la Défense nationale et des Affaires étrangères.
- 12 avril : l'horaire de travail change en raison du ramadan et la séance unique est instaurée.
- 15 avril : Habib Bourguiba annonce la formation de son gouvernement.
- 19 avril : une juridiction d'exception, la Haute Cour, est mise en place par le pouvoir un mois après l'indépendance du pays ; elle dispose, dans cette phase de transition où le pays est encore une monarchie et n'est pas encore doté d'une Constitution, de pouvoirs absolus puisque ses arrêts sont immédiatement exécutoires et ne peuvent être attaqués ni par voie d'appel, ni par pourvoi en cassation. Les condamnés à mort ne peuvent pas être graciés par le bey.
- 26 avril : un décret charge le ministère des Finances d'administrer le domaine privé et le domaine d'État affecté à la couronne, ainsi que la liste civile du bey, jusque-là administrés par la présidence du Conseil. Il est également mis fin aux fonctions exercées par le fonctionnaire français qui était nommé « administrateur de la liste civile ».
- 3 mai : deux décrets rétablissent et organisent les ministères des Affaires étrangères et de la Défense nationale.
- 31 mai : tous les « privilèges, exonérations ou immunités de quelque nature que ce soit » reconnus aux membres de la famille beylicale sont abolis. Tout bien ayant le caractère de habous public est intégré dans le domaine d'État et pris en charge par le service des domaines.
- juin : le droit de vote est accordé aux femmes[1].
- 7 juin : les conditions de fonctionnement de l'assemblée constituante sont fixées.
- 21 juin : le territoire du royaume est découpé en quatorze gouvernorats ayant à leur tête des gouverneurs assistés de secrétaires généraux, chaque région coiffant plusieurs délégations, en remplacement des caïdats et des khalifats.
- 2 juillet : la Pologne reconnaît, de jure, l'indépendance de la Tunisie[4].
- 26 juillet : la résolution 116 du Conseil de sécurité des Nations unies concerne la Tunisie et recommande à l'Assemblée générale des Nations unies d'admettre ce pays comme nouveau membre.
- 13 août : le Code du statut personnel visant à l'instauration de l'égalité entre l'homme et la femme dans nombre de domaines est promulgué par décret beylical à l'initiative du Premier ministre Habib Bourguiba.
- 17 août : deux bus sont incendiés par des fellagas.
- 22 octobre : de manifestations ont lieu dans toute la Tunisie à la suite de l'interception de l'avion transportant les chefs du Front de libération nationale algérien.
- 12 novembre : la Tunisie est officiellement reconnue comme membre de l'Organisation des Nations unies.

## Sports
- Championnats de Tunisie d'athlétisme 1956

### Football
- Championnat de Tunisie de football 1955-1956
- Championnat de Tunisie de football 1956-1957
- Coupe de Tunisie de football 1955-1956
- Coupe de Tunisie de football 1956-1957
- Équipe de Tunisie de football en 1956

### Handball
- Championnat de Tunisie masculin de handball 1955-1956
- Championnat de Tunisie masculin de handball 1956-1957

### Volley-ball
- Championnat de Tunisie masculin de volley-ball 1955-1956
- Championnat de Tunisie masculin de volley-ball 1956-1957

## Naissances en 1956
- Naissance en Tunisie en 1956

## Décès en 1956
- Décès en Tunisie en 1956